# Tomáš Slavík (kolarz)
Tomáš Slavík (ur. 12 czerwca 1987 w Brnie) – czeski kolarz górski, wielokrotny medalista mistrzostw świata.

## Kariera
Największy sukces w karierze Tomáš Slavík osiągnął w 2010 roku, kiedy zdobył złoty medal w four-crossie podczas mistrzostw świata w Mont-Sainte-Anne. W zawodach tych wyprzedził bezpośrednio Australijczyka Jareda Gravesa oraz swego rodaka Michala Prokopa. Na rozgrywanych dwa lata później mistrzostwach świata w Leogang w tej samej konkurencji był trzeci, ulegając jedynie Rogerowi Rinderknechtowi ze Szwajcarii i kolejnemu Czechowi - Michaelowi Měchurze. Ponadto w sezonie 2010 Pucharu Świata w kolarstwie górskim był drugi w klasyfikacji generalnej four crossu za Gravesem, a w sezonie 2011 zajął trzecie miejsce za Gravesem i Rinderknechtem. Nie brał udziału w igrzyskach olimpijskich.